# Sample Nunataks
Sample Nunataks är nunataker i Antarktis. De ligger i Östantarktis. Australien gör anspråk på området.